# شیوه‌های تولیدمثل

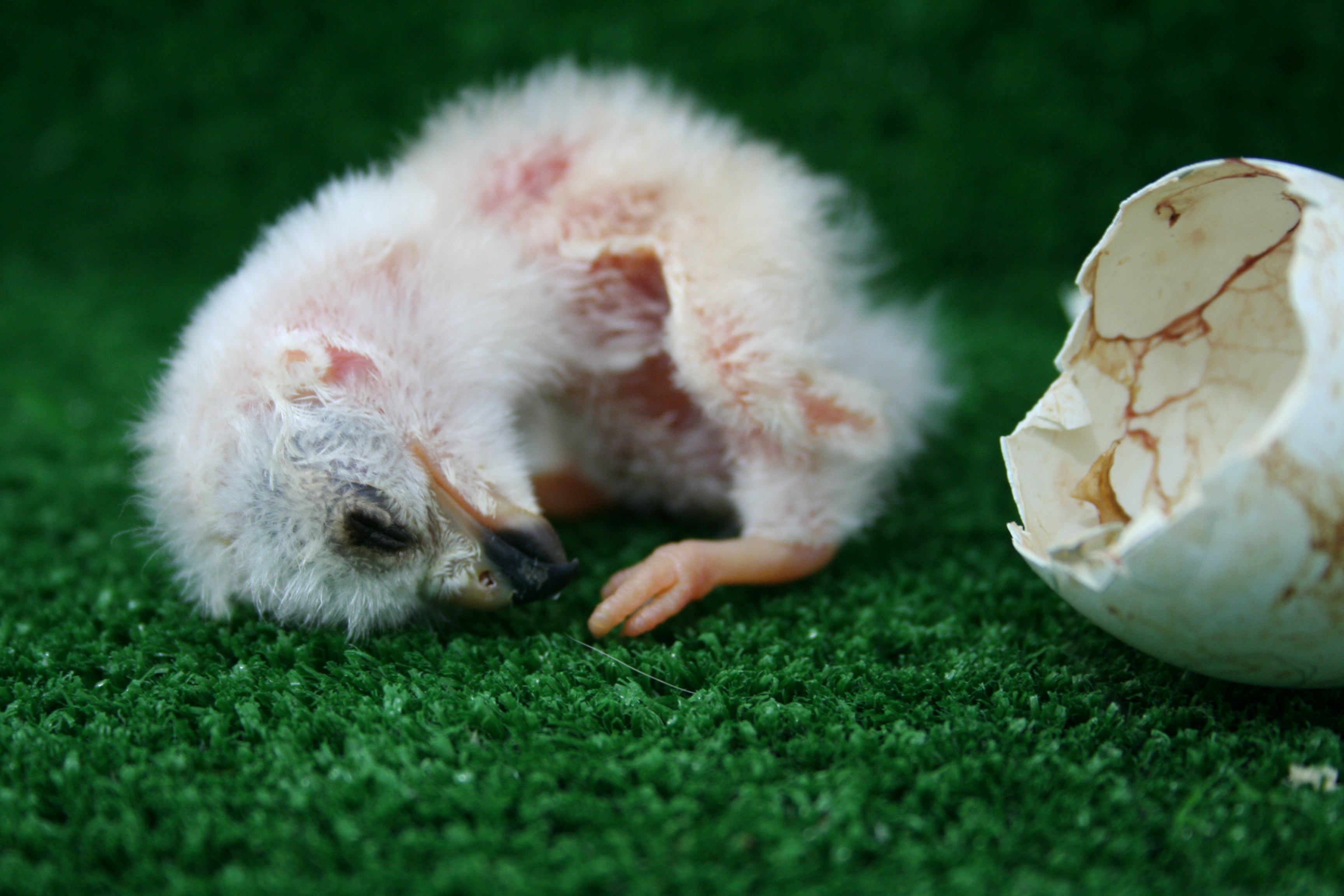
شیوه تولیدمثل در پرندگان ترکیبی از لقاح درونی با رشد تخم‌گذاری است. در اینجا جوجه سنقر گندمزار به تازگی از تخمش بیرون آمده است.

جانوران از انواع شیوه‌های تولیدمثل Modes of reproduction برای تولید نوزادان خود استفاده می‌کنند. به‌طور سنتی این رقم به سه شیوه تخم‌گذاری (جنین در تخم‌ها)، زنده‌زایی (تولد نوزاد زنده)، و تخمک‌زایی (میان دو حالت اول و دوم) طبقه‌بندی می‌شد.

## شیوه‌های سنتی
سه شیوهٔ سنتی تولیدمثل عبارتند از:
- تخم‌گذاری، به عنوان وضعیت نیاکان در نظر گرفته می‌شود، که در آن تخمک‌های بارورنشده یا تخمک‌های بارورشده تخم‌ریزی می‌شوند.[۱]
- زنده‌زایی، از جمله هر سازوکاری که در آن جوان متولد می‌شود، یا جایی که رشد بچه‌ها توسط هر یک از والدین در درون یا روی هر بخش از بدن آنها پشتیبانی می‌شود.[۱]
- تخم‌زنده‌زایی، سازوکارهایی را پوشش می‌دهد که حالت‌های تخم‌گذاری و زنده‌زایی را دربر می‌گیرد.[۱]

دیده می‌شود که این شیوه‌های سنتی هرکدام طیفی از راهبردهای تولیدمثل را دربر می‌گیرند.